# Ferrocarril de Turismo Oriente
El Ferrocarril de Turismo Oriente (FTO) fue un servicio de tranvías eléctricos existente en el interior del Parque Metropolitano de Santiago entre 1951 y 1978.

## Historia

### Proyecto original (1950-1952)
En 1946 Sergio Ríos Lavín instaló un sistema de pequeños tranvías turísticos que circulaban al interior del Parque Quinta Normal. Ante el éxito del Ferrocarril de Turismo Quinta Normal, Ríos decidió construir un nuevo ferrocarril turístico en los faldeos del cerro San Cristóbal. Para ello constituyó junto con Ruperto Echeverría y Cía. Ltda. la sociedad denominada Ferrocarril de Turismo Oriente y solicitaron la concesión para construir una vía férrea de trocha de 600 mm y 3 km de extensión con vehículos a tracción diésel, la cual fue otorgada mediante el decreto 110 del 12 de enero de 1949; una de las terminales del ferrocarril se encontraba a la altura del entonces tercer puente sobre el río Mapocho, frente a la Compañía de Cervecerías Unidas (terreno actualmente ocupado por el Costanera Center).
El proyecto original del ferrocarril contemplaba dos etapas: una de 3 km, que fue la que se construyó inicialmente y operaba dentro del cerro San Cristóbal, y una de 16 km que llegaría hasta el sector de La Dehesa, Lo Barnechea y El Arrayán, y que sería construido en un plazo de 10 años. El 19 de abril de 1950 fueron aprobados los planos de la primera sección del ferrocarril, que abarcaba desde Pedro de Valdivia Norte hasta el sector del Portezuelo de La Pirámide.
El ferrocarril inició sus servicios en enero de 1951, y debido al éxito se anunció la construcción de la extensión hacia Lo Barnechea. En mayo de 1952 el sistema había sido electrificado, reemplazando la tracción diésel por 440 voltios de corriente directa, sin embargo en agosto del mismo año parte del sistema fue destruido por una crecida del río Mapocho. Los accionistas de la empresa se negaron a reconstruirlo debido a su cercanía al lecho del río.

### Reconstrucción (1960-1978)
Tras el desastre ocurrido en 1952, Sergio Ríos Lavín decidió reorganizar la empresa del Ferrocarril de Turismo Oriente y reconstruir el sistema, esta vez con trocha de 762 mm y en un trazado de 3,8 km con una pendiente máxima de 2,8% que contemplaba un desvío a la altura de Lo Saldes para ascender hasta el sector de Tupahue. El 9 de octubre de 1957 se entregó la autorización para construir el primer tramo de 2 km, el cual fue prorrogado el 11 de julio de 1958. El nuevo Ferrocarril de Turismo Oriente inició sus servicios el 2 de octubre de 1960 mientras que el 14 de abril de 1966 fue publicado el decreto que autorizaba la explotación definitiva del ferrocarril.
El 12 de mayo de 1967 fue publicado un decreto que autorizó un aumento de las tarifas y también entregó los permisos para iniciar la construcción del segundo tramo que alcanzaría el sector de Tupahue; en aquel año el ferrocarril movilizó 38 837 pasajeros. Hacia 1970 el servicio operaba solamente los días sábado, domingo y festivos.
El ferrocarril circuló por última vez el 19 de febrero de 1978. En 1984, mediante iniciativa de Luis Sepúlveda, el ferrocarril volvió a circular en el tramo entre Lo Saldes y Tupahue, sin embargo dejó de funcionar poco tiempo después. Parte del trazado entre la Plaza Boy Scout (en el sector de Tupahue) y el Jardín Japonés de Santiago actualmente forma parte del «Sendero Boy Scout», que conecta ambos sectores.